# Pyrenaria mindanaensis
Pyrenaria mindanaensis är en tvåhjärtbladig växtart som beskrevs av Elmer Drew Merrill. Pyrenaria mindanaensis ingår i släktet Pyrenaria och familjen Theaceae. Inga underarter finns listade i Catalogue of Life.